# Composia
Composia is een geslacht van vlinders van de familie spinneruilen (Erebidae), uit de onderfamilie Arctiinae.

## Soorten
- C. credula Fabricius, 1775
- C. fidelissima Herrich-Schäffer, 1866
- C. utowana Bates, 1933